# Falkbergstjärnen
Falkbergstjärnen är en sjö i Älvsbyns kommun i Norrbotten och ingår i Piteälvens huvudavrinningsområde. Sjöns area är 0,01 kvadratkilometer och den är belägen 300 meter över havet.